# Beromünster
Beromünster (do 1934 Münster, gsw. Möischter) – miejscowość i gmina w środkowej Szwajcarii, w kantonie Lucerna, w okręgu Sursee. Leży nad jeziorem Hallwilersee. 1 stycznia 2004 do gminy przyłączono gminę Schwarzenbach, 1 stycznia 2009 gminę Gunzwil, a 1 stycznia 2013 gminę Neudorf.

## Demografia
W Beromünster mieszka 6701 osób. W 2021 roku 12,7% populacji gminy stanowiły osoby urodzone poza Szwajcarią. 

## Transport
Przez teren gminy przebiega droga główna nr 23. 
Znajduje się tutaj lotnisko Luzern-Beromünster. 